# San Marino na Letnich Igrzyskach Olimpijskich 1996
Reprezentacja San Marino na Letnich Igrzyskach Olimpijskich 1996 w Atlancie reprezentował tylko jeden sportowiec.
Był to ósmy start San Marino jako niepodległego państwa na letnich igrzyskach olimpijskich. Wcześniej startowali w 1960 w Rzymie, a następnie po ośmiu latach w Meksyku. Od tamtego czasu zawodnicy z San Marino startują nieprzerwanie.

## Reprezentanci

### Łucznictwo
- Paolo Tura przegrał w pierwszej rundzie i został ostatecznie sklasyfikowany na 62. miejscu.